# Gluggarnir
Gluggarnir (610 moh.) nord for Fámjin er det højeste fjeld på på Suðuroy, Færøernes sydligste ø. Det er dog kun øernes 106. højeste fjeld.
Gluggarnir ligger nord søen Kirkjuvatn. Syd for Gluggarnir, nærmest Fámjin ligger det 605 meter høje fjeld Herðablaðið og det 592 høje fjeld Mjóstiggjur. 